# 環境科学部
環境科学部（かんきょうかがくぶ）は、大学の学部の一つである。
下記に示すすべての大学の学部が該当するわけではないが、従来の学部の枠組み、自然科学系の自然環境学、環境科学、生物学、農学、建築学等や人文・社会科学系学部ではなどと、学際にとらわれず幅広く環境学をとらえ、融合して学部を改組している。
国立大学では1997年に長崎大学環境科学部が日本で最初の文理融合学部として設置された。

## 環境科学部を設置する日本の大学

### 国立大学
- 長崎大学 - 環境科学科の1学科4講座制で発足したが、その後「環境政策コース（文系コース）」および「環境保全設計コース（理系コース）」の2つ（教員組織として「人間社会環境学系」と「環境保全設計学系」）に改組。

### 公立大学
- 滋賀県立大学 - 県立農業短期大学を母体に1995年開学。学部発足時から農学系の環境生態学科や生物資源管理学科（7つのグループ分野がある）と、環境政策・計画学科、環境建築デザイン学科（建築とランドスケープ）の4学科体制。

### 私立大学
- 人間環境大学 - 短期大学を母体に2000年に大学が開学し、人間環境学部が創設される。発足時は人間環境学科の1学科であったが、2017年心理学科と環境科学科の2学科に改組。2022年に2学科がそれぞれ学部に改組し、環境科学科を母体に環境科学部が発足した。

## 環境科学部に類する学部を設置する大学

### 国立大学
- 山梨大学 - 生命環境学部 : 2012年創設。環境科学科など4学科があり、そのうち生命工学科にはバイオ・メディカルデータサイエンスの、地域食物科学科にはワイン科学の、地域社会システム学科には観光政策科学の特別コースがある

### 公立大学
- 東京都立大学 - 都市環境学部 : 首都大学東京時代の2005年に創設。発足時は1学科各コース制であったが、現在はコースをそれぞれ理系の都市基盤環境学科、建築建築学科、環境応用化学科、文系の観光科学科と改組。さらに都市教養学部都市政策コースを母体に都市政策科学科が開設されている。
- 石川県立大学 - 生物資源環境学部 : 県立農業短期大学を母体に2004年大学が開学し、農学系の生物資源環境学部を創設。植物学や作物学、園芸学と動物学、農業経済などの生産科学科、農業工学や動植物や微生物生態学などの環境科学科、食品科学科の3学科を設ける
- 兵庫県立大学 - 環境人間学部 : 県立短期大学と工業大学を母体に1998年環境人間学部創設。環境人間学科の1学科に人間環境部門（人間形成系、国際文化系）と社会環境部門（社会デザイン系、環境デザイン系）と食環境栄養課程が開設されている
- 公立鳥取環境大学 - 環境学部 : 2000年開学し環境情報学部創設。情報システム学科、環境デザイン学科のち建築・環境デザイン学科、環境政策学科のち環境政策経営学科の3学科発足。その後新たに環境マネジメント学科を設置するが、2012年環境学部に改組し、環境学科の1学科に集約。
- 熊本県立大学 - 環境共生学部 : 1999年 生活科学部を環境共生学部に改組して誕生。環境共生学科の1学科に環境資源学専攻（環境学、農学）、居住環境学専攻（建築学）、食健康環境学専攻（健康学や栄養士養成）の3専攻

### 私立大学
- 関西学院大学 - 生命環境学部 : 2021年創設。生物学科、生命医科学科、環境応用化学科の3学科制。2021年4月に理工学部を改組し新設された。
- 青山学院大学 - 地球社会共生学部 : 2015年創設。地球社会共生学科の1学科制。4年間相模原キャンパスで主に国際政治経済学の学科であるが、リモートセンシングなど地理情報システムも
- 関東学院大学 - 建築・環境学部 : 2013年創設された建築学部。工学部にあった建築学科と建築設備工学科を母体に、建築・環境学科（建築学/建築環境学と建築設備学）の1学科を有し、建築デザインコース、まちづくりデザインコース、すまいデザインコース、環境共生デザインコース、建築エンジニアリングコースの5コース制をとる。
- 広島修道大学 - 人間環境学部 : 短期大学を母体に2002年創設。人間環境学科の1学科に、環境マネジメントコース（主に経営学・経済学分野）、環境教育コース、環境科学コースの履修モデルが設けられている。
- 法政大学 - 人間環境学部 : 1999年に創設された総合政策学部。人間環境学科の1学科にサステイナブル経済・経営コース、ローカル・サステイナビリティコース（地域学）、グローバル・サステイナビリティコース（国際関係学）、人間文化コース（歴史学や観光学等）、環境サイエンスコースの5コース制。
- 東京都市大学 - 環境学部 : 2013年創設。環境創生学科と環境経営システム学科（旧環境マネジメント学科）の2学科を有する。前者が生態環境と都市環境を分野とし、後者が環境経営や環境政策を分野とする。
- 広島工業大学 - 環境学部 : 建築デザイン学科と地球環境学科を有する。1993年学部発足当初は環境デザイン学科の1学科。1999年に環境情報学科を増設するが、2006年の学部改正により、環境情報学科は情報学部に改組。環境学部は環境デザイン学科のほかに地域環境学科と地球環境学科を増設。2010年地域環境学科を募集停止し2016年環境デザイン学科を建築デザイン学科に名称変更。地球環境学科は地球科学分野・環境共生分野・環境情報分野で構成される
- 常葉大学 - 社会環境学部 : 2010年 富士常葉大学時代に学部（社会環境学科）を開設。2018年には富士キャンパスの同学部を静岡草薙キャンパスに移転。社会環境学科の1学科制で、環境・自然再生コース（理学中心、中学校・高等学校の教員免許（理科）を取得するためには、環境・自然再生コースに所属する必要がある）と防災・地域安全コース（防災学や地理情報、社会調査論など地域学等）を設けている。
- 福岡工業大学 - 社会環境学部 : 経営学部と環境科学部の融合学部。2001年に同学部を開設。社会環境学科の1学科制で、経営コース（会計・簿記論、マーケティング、企業論、経営学など）と 地域コース（自然環境、地理情報、防災、まちづくりなど地域学等）を設けている。

## 類似の学科を設置する大学
- 環境科学科
  - 大阪電気通信大学 工学部
- 環境学科
  - 福岡女子大学 - 国際文理学部
- 生命圏環境科学科
  - 東邦大学 理学部
- サステナビリティ学科
  - 武蔵野大学 工学部
- 環境工学科
  - 大阪工業大学 工学部
- 環境管理学科
  - 近畿大学 農学部
- 環境共生学科
  - 神戸大学 国際人間科学部
- 環境人間学科
  - 兵庫県立大学環境人間学部
- 人間環境学科
  - 湘南工科大学 工学部 人間環境学科
  - 東海大学 教養学部 人間環境学科
  - 帝塚山大学短期大学部 人間環境学科
  - 早稲田大学 人間科学部 人間環境科学科
- 地域環境学科
  - 鳥取大学 地域学部
- 食料環境政策学科
  - 明治大学 農学部
- 地球環境法学科
  - 上智大学 法学部
- 環境社会学科
  - 東海大学 海洋学部
- 国際環境経済学科
  - 獨協大学 経済学部

## 類似の学科程を設置する大学

### 国立大学
- 岩手大学 - 人文社会科学部 環境科学課程
- 佐賀大学 - 文化教育学部 人間環境課程

### 公立大学
- 宮城大学 - 食産業学群

### 私立大学
- 酪農学園大学 - 農食環境学群 環境共生学類